# Tempête tropicale Dolly (2002)
Pour les articles homonymes, voir Cyclone tropical Dolly.
Dolly est la quatrième tempête tropicale de la saison. Avec Lili et isidore, elle est le seul cyclone tropical à s'être formé à partir d'une onde tropicale. En effet, un événement El Niño a inhibé le développement de ces ondes, alors qu'elles sont habituellement le moteur d'une saison cyclonique. Dolly s'est cependant protégée en restant très au Sud, étant même le seul cyclone tropical à avoir résisté quelque temps dans l'Atlantique tropical.

## Évolution météorologique
Une onde tropicale se retrouve à partir du 27 août au-dessus de l'Atlantique. Par 9,5° de latitude Nord, ce qui est une latitude déjà bien au Sud pour une saison cyclonique, et est la latitude la plus au Sud de la saison, la circulation de l'onde se ferme définissant la dépression tropicale Quatre. Elle se situe alors à 1000 kilomètres au sud-est du Cap-Vert, et se déplace vers l'Ouest. Son activité convective est particulièrement bien établi au Sud de la dépression, alors que les conditions lui sont favorables, marqués en particulier par un faible cisaillement du vent. La dépression se creuse alors aisément. Quelques heures plus tard, elle devient la tempête tropicale Dolly.
Perdant 10 hectopascals en 24 heures, Dolly atteint alors son intensité maximale le 30. Les prévisions tablaient alors sur une poursuite de se renforcement, qui aurait pu amener Dolly au stade d'ouragan, si Dolly se maintient toujours autant au Sud. En effet, Dolly se situait très au Sud, évitant ainsi une zone de cisaillement du vent situé un peu plus au Nord. Il est alors possible que Dolly garde une direction orientée plein Ouest, le long d'une crête barométrique de l'anticyclone qui accorde à l'Europe quelques belles journées.
Mais des infiltrations d'air sec par l'Ouest affaiblissent et déstructurent Dolly. Elle modifie légèrement sa trajectoire, une composante Nord de plus en plus marquée prenant place. Manquant d'être rétrogradée au stade de dépression tropicale, la convection se maintient pourtant à l'Est et au Nord de la tempête. Elle entame une nouvelle phase d'intensification le 2 septembre, et se reprend plutôt bien avec des vents soutenus à 45 nœud.
L'effondrement de la crête barométrique que longeait Dolly (lié à un remaniement des structures anticycloniques qui aura aussi pour conséquences les inondations du Gard en 2002), lui permet de remonter plein Nord le soir même. Mais elle se retrouve ainsi exposée au cisaillement du vent qu'elle avait jusqu'alors évité. Dolly est dispersée le 4 septembre.
Ses restes seront repris par un cyclone extratropical au large de Terre-Neuve le 7 septembre.

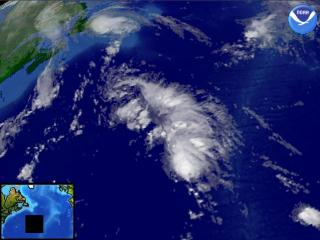
"Les restes de Dolly le 5 septembre, avant qu'ils ne soient repris par un cyclone plus large (il ne s'agit pas de l'amas nuageux visible au large de Terre-Neuve)"

## Conséquences
Dolly n'a approché aucune terre, et n'a donc eu aucune conséquence.